# Samanya Vedanta Upanishads
En el «canon muktika» de las 108 Upanishads (importantes textos doctrinales del hinduismo), 21 son consideradas Samania-vedanta-upanishad (siendo sāmānya: ‘comunes’ o ‘generales’, veda: ‘verdad’, anta: ‘final, conclusión’, upanishad: ‘lo que se aprende bajo un maestro’).
Estas Upanishad son aceptadas por todas las escuelas vedanta como escrituras sruti (‘reveladas’), siendo comunes para todas ellas (escuelas visnuísta, sivaísta, yoga, shaktí).

## Lista de Upanishades
Cada una de estas Upanishad está asociada a uno de los cuatro Vedas:
- Rig-veda: RV
- Sama-veda: SV
- Iáyur-veda:
  - Iáyur-veda blanco: ŚYV
  - Iáyur-veda negro: KYV
- Atharva-veda: AV.

A continuación se listan los Samania-upanishad, con los Vedas a los que están asociados:
1. Kauśītāki (RV)
2. Subāla (ŚYV)
3. Mantrika (ŚYV)
4. Sarvasāra (KYV)
5. Nirālamba (ŚYV)
6. Śukarahasya (KYV)
7. Vajrasūchi (SV)
8. Ātmabodha (RV)
9. Skanda (Tripāḍvibhūṭi) (KYV)
10. Mudgala (RV)
11. Paiṅgala (ŚYV)
12. Mahad (SV)
13. Śārīraka (KYV)
14. Ekākṣara (KYV)
15. Suria (AV)
16. Akṣi (KYV)
17. Adhyātmā (SYV)
18. Sāvitrī (SV)
19. Ātmā (AV)
20. Prāṇāgnihotra (KYV)
21. Muktika (SYV)